# Fregnano della Scala
Fregnano Della Scala (Verona, 1331 circa – Verona, 25 febbraio 1354) è stato un condottiero italiano.

## Biografia
Era figlio naturale di Mastino II della Scala, signore di Verona.
La sua carriera militare iniziò nel 1350 allorché venne inviato in aiuto di Astorgio di Durafort, rettore della Provincia Romandiolæ per lo Stato Pontificio, contro i Manfredi, signori di Faenza.
Nel 1354, approfittando dell'assenza di Cangrande II della Scala in visita a Bolzano e supportato da Guglielmo Gonzaga e da Federico Gonzaga, partecipò alla ribellione contro Cangrande, autoproclamandosi signore della città. Nominò podestà di Verona Paolo Pico. Cangrande venne avvisato e fece repentino ritorno a Verona, dove il 25 febbraio sul Ponte Navi ingaggiò un sanguinoso combattimento con Fregnano, caduto nel fiume. Il suo corpo fu ripescato ed appeso per giorni nella Piazza delle Erbe assieme ad alcuni rivoltosi.

## Discendenza
Fregnano ebbe due figli:
- Giacomo
- Bartolomeo (?-1348)

## Ascendenza
|                        |   |                          | Genitori              |  |  | Nonni |  |  | Bisnonni              |  |  | Trisnonni            |  |
|                        |   |                          |                       |  |  |       |  |  | Alberto I della Scala |  |  | Jacopino della Scala |  |
|                        |   |                          |                       |  |  |       |  |  | Alberto I della Scala |  |  | Jacopino della Scala |  |
|                        |   | Elisa Superbi            |                       |  |  |       |  |  | Alberto I della Scala |  |  |                      |  |
| Alboino della Scala    |   |                          |                       |  |  |       |  |  | Alberto I della Scala |  |  |                      |  |
|                        |   | Verde di Salizzole       | …                     |  |  |       |  |  |                       |  |  |                      |  |
|                        |   | Verde di Salizzole       | …                     |  |  |       |  |  |                       |  |  |                      |  |
|                        |   | Verde di Salizzole       | …                     |  |  |       |  |  |                       |  |  |                      |  |
| Mastino II della Scala |   | Verde di Salizzole       |                       |  |  |       |  |  |                       |  |  |                      |  |
|                        |   | Giberto III da Correggio | Guido II da Correggio |  |  |       |  |  |                       |  |  |                      |  |
|                        |   | Giberto III da Correggio | Guido II da Correggio |  |  |       |  |  |                       |  |  |                      |  |
|                        |   | Giberto III da Correggio | Mabilia della Gente   |  |  |       |  |  |                       |  |  |                      |  |
| Beatrice da Correggio  |   | Giberto III da Correggio |                       |  |  |       |  |  |                       |  |  |                      |  |
|                        |   | Elena Malaspina          | Malaspina Mulazzo     |  |  |       |  |  |                       |  |  |                      |  |
|                        |   | Elena Malaspina          | Malaspina Mulazzo     |  |  |       |  |  |                       |  |  |                      |  |
|                        |   | Elena Malaspina          | …                     |  |  |       |  |  |                       |  |  |                      |  |
| Fregnano della Scala   |   | Elena Malaspina          |                       |  |  |       |  |  |                       |  |  |                      |  |
|                        | … | …                        |                       |  |  |       |  |  |                       |  |  |                      |  |
|                        | … | …                        |                       |  |  |       |  |  |                       |  |  |                      |  |
|                        | … | …                        |                       |  |  |       |  |  |                       |  |  |                      |  |
| …                      | … |                          |                       |  |  |       |  |  |                       |  |  |                      |  |
|                        |   | …                        | …                     |  |  |       |  |  |                       |  |  |                      |  |
|                        |   | …                        | …                     |  |  |       |  |  |                       |  |  |                      |  |
|                        |   | …                        | …                     |  |  |       |  |  |                       |  |  |                      |  |
| …                      |   | …                        |                       |  |  |       |  |  |                       |  |  |                      |  |
|                        |   | …                        | …                     |  |  |       |  |  |                       |  |  |                      |  |
|                        |   | …                        | …                     |  |  |       |  |  |                       |  |  |                      |  |
|                        |   | …                        | …                     |  |  |       |  |  |                       |  |  |                      |  |
| …                      |   | …                        |                       |  |  |       |  |  |                       |  |  |                      |  |
|                        |   | …                        | …                     |  |  |       |  |  |                       |  |  |                      |  |
|                        |   | …                        | …                     |  |  |       |  |  |                       |  |  |                      |  |
|                        |   | …                        | …                     |  |  |       |  |  |                       |  |  |                      |  |
|                        |   | …                        |                       |  |  |       |  |  |                       |  |  |                      |  |